# Konrad Krafft von Dellmensingen
Konrad Krafft von Dellmensingen (Laufen, 24. studenog 1862. -  Seeshaupt, 21. veljače 1953.) je bio njemački general i vojni zapovjednik. Tijekom Prvog svjetskog rata zapovijedao je Alpskim korpusom, te je bio načelnikom stožera 6., 14. i 17. armije, te Grupe armija vojvode Albrechta.

## Vojna karijera
Konrad Krafft von Dellmensingen rođen je 24. studenog 1862. u Laufenu u Bavarskoj. U bavarsku vojsku je stupio 1881. godine, te je nakon završetka Bavarske vojne akademije 1894. godine služio u više jedinica te u Glavnom stožeru bavarske vojske kao i Glavnom stožeru u Berlinu. Godine 1908. služi u bavarskom ministarstvu rata, dok 1909. je promaknut u čin pukovnika. U listopadu 1912. postaje načelnikom Glavnog stožera bavarske vojske, te dobiva čin general bojnika. Na mjestu načelnika Glavnog stožera bavarske vojske dočekuje i mobilizaciju pred početak Prvog svjetskog rata. 

## Prvi svjetski rat
Na početku Prvog svjetskog rata Krafft postaje načelnikom stožera 6. armije kojom je zapovijedao bavarski princ Rupprecht, a koja se sastojala pretežno od bavarskih jedinica. Kao načelnik stožera 6. armije Krafft sudjeluje u Graničnim bitkama u Loreni, te u bitkama poznatim pod nazivom Trka k moru.
Nakon ulaska Italije u rat na strani Antante, Krafft u svibnju 1915. dobiva zapovjedništvo na Alpskim korpusom, te je promaknut u čin general poručnika. Zapovijedajući Alpskim korpusom Krafft je suzbio talijansku ofenzivu u Dolomitskim Alpama ne dozvoljavajući talijanskoj vojsci da napreduje.
U jesen 1915. Krafft s Alpskim korpusom sudjeluje u invaziji na Srbiju, da bi nakon toga u ljeto 1916. bio premješten na Zapadno bojište gdje Alpski korpus sudjeluje u Verdunskoj bitci. U jesen 1916. Kraft s Alpskim korpusom sudjeluje u invaziji na Rumunjsku koja je ušla u rat na strani Antante. Za sudjelovanje u navedenim borbama Krafft je 13. rujna 1916. odlikovan ordenom Pour le Mérite.
U ožujku 1917. Krafft je ponovno premještan na Zapadno bojište gdje postaje načelnikom stožera Grupe armija vojvode Albrechta. Krafft u rujnu 1917. postaje načelnikom stožera novoformirane 14. armije pod zapovjedništvom Otta von Belowa, te sudjeluje u planiranju proboja kod Kobarida. Navedena ofenziva trebala je imati ograničeno djelovanje kako bi se spriječilo urušavanje austrougarske vojske, ali je, u velikoj mjeri u zahvaljujući Krafftovom planiranju, bila toliko uspješna da je gotovo u potpunosti onesposobila talijansku vojsku koja je bila prisiljena na povlačenje sve do rijeke Piave.
Krafft je ostao Below načelnik stožera i kada je ovaj preuzeo zapovjedništvo nad novoformiranom 17. armijom u veljači 1918. godine. Kao načelnik stožera navedene armije Krafft je sudjelovao u Proljetnoj ofenzivi u kojoj je 17. armija potisnula britansku 3. armiju pod zapovjedništvom Juliana Bynga, ali usprkos toga ipak nije ostvarila planirane ciljeve.
U travnju 1918. Krafft je promaknut u generala topništva, te je dobio zapovjedništvo nad II. bavarskim korpusom kojim je zapovijedao sve do kraja rata. Pred kraj rata Krafft je zajedno sa svojim korpusom ponovno premješten na Talijansko bojište gdje je pokušao spriječiti proboj fronte i raspad austrougarske vojske.  

## Poslije rata
Nakon završetka rata Krafft se 4. prosinca 1918. umirovio, te je u prosincu 1918. bio veliki zagovornik obnove bavarske monarhije. Posvetio se povijesnim istraživanjima, te je sudjelovao u pripremama za izdavanje službene povijesti Bavarske vojske u Prvom svjetskom ratu.
Konrad Krafft von Dellmensingen preminuo je 21. veljače 1953. godine u Seeshauptu u 92. godini života. Bio je oženjen s Helenom Zöhrer s kojom je imao dva sina i jednu kćer.

## Vanjske poveznice
(eng.) Konrad Krafft von Dellmensingen na stranici Prussianmachine.com

(njem.) Konrad Krafft von Dellmensingen na stranici Deutschland14-18.de  Arhivirana inačica izvorne stranice od 20. lipnja 2016. (Wayback Machine)

(njem.) Konrad Krafft von Dellmensingen na stranici Lexikon-erster-weltkrieg.de  Arhivirana inačica izvorne stranice od 9. travnja 2016. (Wayback Machine)